# Harboøre Station
Harboøre Station er en jernbanestation i Harboøre i det nordlige Vestjylland. Stationen ligger på Lemvigbanen på strækningen mellem Lemvig og Thyborøn.